# Desa Sumbersari (administrativ by i Indonesien, Jawa Timur, lat -8,02, long 112,06)
Desa Sumbersari är en administrativ by i Indonesien.   Den ligger i provinsen Jawa Timur, i den västra delen av landet, 600 km öster om huvudstaden Jakarta.